# Indikációs-barlang
Az Indikációs-barlang az Ariadne-barlangrendszer egyik része, barlangja. A Duna–Ipoly Nemzeti Parkban található Pilis hegységben, a Csévi-szirteken helyezkedik el. Magyarország fokozottan védett barlangjai közül az egyik volt. A Pilis hegység harmadik leghosszabb barlangja volt az Ajándék-barlang és az Ariadne-barlangrendszer után.

## Leírás
Pilisszentlélek külterületén, természetvédelmi területen elhelyezkedő erdőben, a Pilis hegy sziklás Ny-i oldalán lévő Csévi-szirteken, 501 m tszf. magasságban van a kicsi, rókalyukszerű és lezárt bejárata. A Leány-barlang bejáratától ÉNy-ra kb. 100 m-re, magasabban nyílik.
A barlang szűkületeiről és agyagos hasadékairól nevezetes. Triász dachsteini mészkőben rétegdőlés mentén és karsztvízszint alatti oldással keletkezett. Légnyomjelzéses vizsgálattal megállapították, hogy az Indikációs-barlang az Ajándék-barlang legrövidebb (jelenleg ismeretlen) úton elérhető bejárata. Hossza 1050 m és mélysége 52,7 m. Engedély és barlangjáró gyakorlat szükséges bejárásához.
1998-ban volt először Indikációs-barlangnak nevezve a barlang az irodalmában. Előfordul irodalmában Csévi-szirti barlangindikáció (Kárpát 1990) néven is.

## Kutatástörténet
1990-ben Kárpát József elkészítette a Legény-barlang környékének (Csévi-szirtek) áttekintő térképét. A térképen látható az Indikációs-barlang (a térképen Indikáció) bejáratának földrajzi elhelyezkedése. A Kárpát József által 1990-ben írt kéziratban szó van arról, hogy a Csévi-szirti barlangindikációnak (Pilisszentlélek) a Csévi-szirti Huzatos-barlangtól DK-re 20 m-re, tőle kb. 2 m-rel magasabban, sziklafal aljában van a bejárata. A lapos, kb. 50×15 cm-es és vízszintesen kezdődő nyíláson át belátni egy kb. 3 m hosszú és járható méretű járatba. Érdemesnek tűnik feltárni a barlangot a bejáratát elszűkítő, humuszos kitöltés eltávolításával. Az üregből kifelé mozgó légáramlás észlelhető. Eddig nem volt leírva a barlang. 1990 májusában fedezték fel a Barlangközpont dolgozói kataszterezés közben. Az ismertetésbe bekerült a Legény-barlang környékének (Csévi-szirtek) 1990-ben készült áttekintő térképe. A Kárpát József által 1991-ben írt kéziratban meg van említve, hogy a Csévi-szirti-barlangindikáció Piliscséven található.
Az Ariadne Karszt- és Barlangkutató Egyesület 1998. évi jelentése szerint az egyesület tárta fel 1998-ban bontással 500 m hosszig az Indikációs-barlangot. Ebben az évben részben fel lett mérve a barlang. A szerencsének is köszönhető, hogy a Leány–Legény-barlangrendszer szintjétől 30 m-rel magasabban nyíló és 6 m hosszú Indikációs-barlangban kevés munkával 550 m hosszú és 50 m mély rész lett feltárva. A barlangban 10 m-es hasadékok és cseppkőfalak, szivárgó vizek által létrejött kanyonjáratok és sok kalcitlemez van. Az Indikációs-barlanggal valószínűleg összefüggő Hóvirág-barlang bejárata az Indikációs-barlang bejáratától kb. 6 m-rel lejjebb található.
A kéziratból megtudható, hogy régóta ismert a Leány-barlangtól ÉÉK-re lévő Indikációs-barlang, amely 6 m hosszú. Az egyesület megfigyelte, hogy a barlangból huzat áramlik ki. A barlang kutatásához 1998-ban a Kárpát József által vezetett Acheron Barlangkutató Szakosztály kapott engedélyt. Az 1. ábrán látható a Csévi-szirtek és környékének térképe. A térképen jelölve van az Indikációs-barlang földrajzi elhelyezkedése. A barlangban 1998 szeptemberében nézett szét részletesen az Ariadne Karszt- és Barlangkutató Egyesület, és úgy gondolta, hogy a még bontatlan járatvégponton közepesen nehéz munkával, a huzat irányában bontva eredményt lehet elérni. Az egyesület tagjai Kárpát Józseffel megbeszélték a tennivalókat és engedélyével az egyesület tagjai elkezdték a munkát. A szerencsének köszönhető, hogy már az első munkanapon, 1998. szeptember 19-én sikerült kibontani a továbbvezető járatot, így megnyílt az út. Először egy lejtős szűkületen kellett átpréselődniük, majd egy 3 m átmérőjű terembe jutottak. A huzat a terem aljából, a törmelék közül áramlik fel. Ezt megbontva egy lefelé tartó, szűk járatot fedeztek fel.
1998. szeptember 26-án a törmelékben megnyílt lyukon átjutva egy kb. 200 m-es részt találtak, amelyben négy 10 m mélységű hasadékakna van, amelyek nagyon cseppkövesek néhány helyen. Megpróbáltak kimászni néhány kürtőt, de sikertelenül. 1998. október 4-én átnézték a felső részeket, ekkor 40 m járatot találtak, 10-én újabb 30 m-t. Az alsó szinten átbontották a 4. hasadékakna alját, ezzel 200 m járatot fedeztek fel, melyben hasadékok és kanyonjellegű járatok vannak. Az ismert barlang 1998. október 11-én 60 m járattal bővül. A huzatos végpont ellenére az eddigieknél nehezebbnek gondolták a további bontómunkát, ezért 1998-ban elkezdték feltérképezni a barlangot. A barlang részben becsült, részben felmért hossza 600 m, mélysége 50 m-nél több.
Az Indikációs-barlangnak a Csévi-szirteken, a Leány-barlangtól É-ra elhelyezkedő Nagy-kuloár É-i oldalában, sziklafal tövében, a Leány-barlang bejáratától kb. 30 m-rel feljebb van a bejárata. Befoglaló kőzete felső triász dachsteini mészkő, melynek padjai É-ra, kb. 30–40°-ra dőlnek. A járatok legnagyobb része egy K–Ny-i csapású hasadék mentén alakult ki, ennek köszönhető a sok meredek hasadékakna. A felső részre jellemző az üstös oldásforma, néhány helyen tömegesen vannak kalcitlemez felhalmozódások. Az egyik kalcitlemez felhalmozódás alapján az első szűkület feletti gömbfülke megbontásával felső szintű járatok feltárulása várható. Érdekes, hogy az alsó szinten hidegvizes oldásformák, zsombolyokból ismert, lefelé táguló kannelurák láthatók, melyek egyesülése után kanyon jellegű járat keletkezett. A végpont egy ilyen, kanyon jellegű járat végén jött létre, és innen huzat jön.
Érdekes, hogy a barlangot preformáló törésvonal ellendőlésű a Leány-barlangban lévőnél. Az Indikációs-barlang járatai kb. 25 m-re közelítik meg a Leány-barlang járatait a felmérések szerint. Ezért valószínű, hogy nemsokára ezt a két barlangot is sikerül összekötni. Az Indikációs-barlang helyzete, formakincse jelentősen hozzájárul a Pilis hegy tömbjében lévő barlangok kialakulási módjának megismeréséhez. Egyre valószínűbbnek tűnik, hogy a Csévi-szirteken ismert rendszer régen összefüggő járatrendszert alkothatott, amely a pleisztocén előtt szabdalódott szét. A járatok freatikus zónában jöttek létre, a nagy barlangok zónájának tetőszintje kb. 450–470 m-en lehet. Figyelembe véve, hogy a Csévi-szirtek Ny-i oldalában ismert polje egy szétnyíló törésre utal, melyet a Leány-barlang járatai megközelítenek, nem tűnik már utópiának, hogy itt helyezkedik el Magyarország legmélyebb barlangrendszere (csak fel kell tárni). A jelentésbe bekerült a barlang vázlatos alaprajz térképe (mérés nélküli rajz).

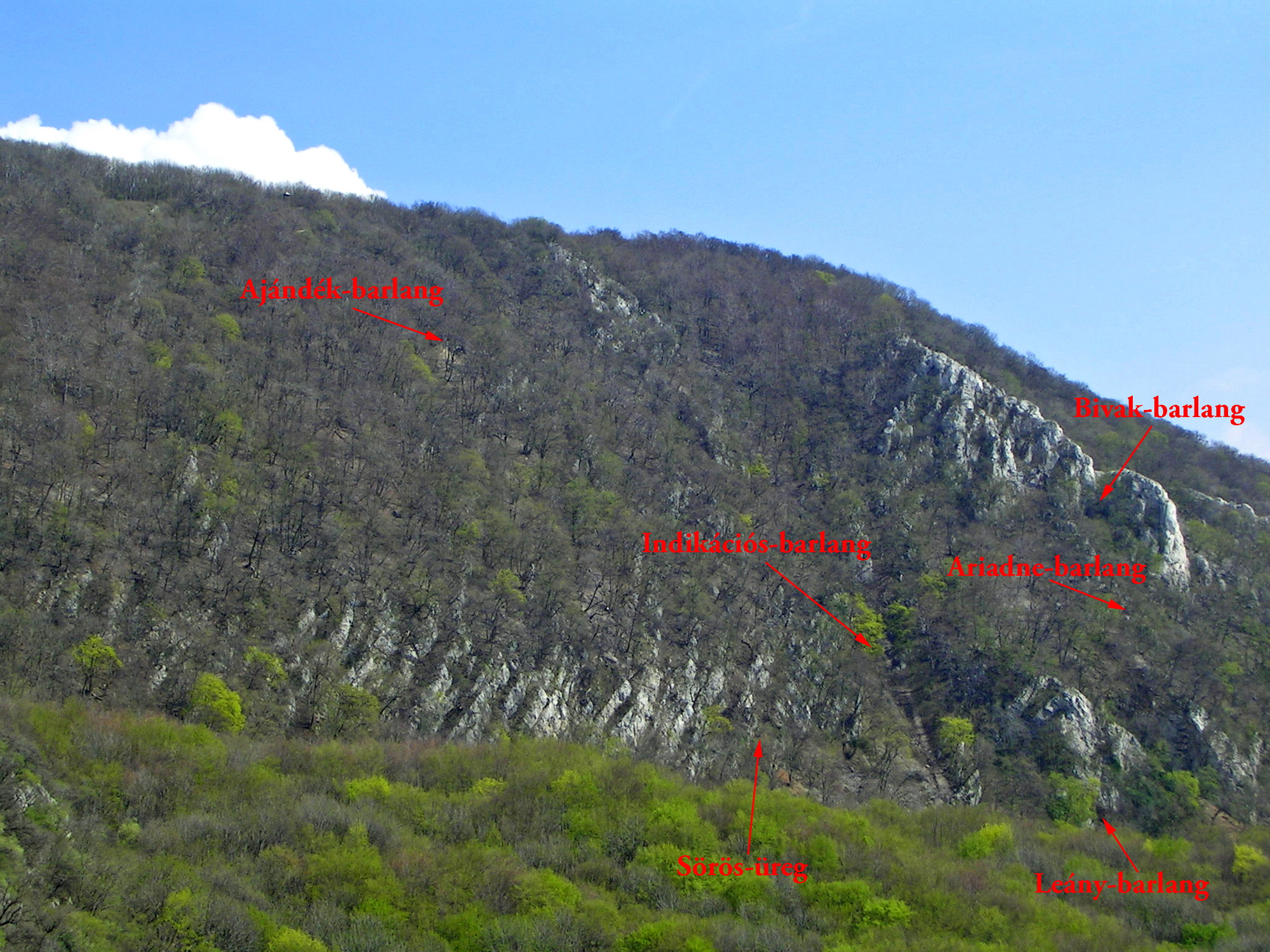
A Csévi-szirteken lévő néhány barlang bejáratának elhelyezkedése

A 2000. évi Karsztfejlődésben meg van említve, hogy az 530 m tszf. magassági szinten (Indikációs-barlang) ugyanúgy kimutatható egy egykori vízszint, mint az Ajándék-barlangban. A tanulmányban van egy ábra, amelyen látható a Pilis hegységben található néhány barlang és édesvízi mészkő előfordulás földrajzi elhelyezkedése. Az ábrán megfigyelhető, hogy az Indikációs-barlang (a rajzon Indikáció a neve) mekkora függőleges kiterjedésű és mekkora tszf. magasságban helyezkedik el.
A 2003-ban kiadott Magyarország fokozottan védett barlangjai című könyvben található, Egri Csaba és Nyerges Attila által készített hosszúsági lista szerint a Pilis hegységben lévő és 4840-68 barlangkataszteri számú, 2002-ben 638 m hosszú Indikációs-barlang Magyarország 39. leghosszabb barlangja 2002-ben. A könyvben található, Egri Csaba és Nyerges Attila által készített mélységi lista szerint a Pilis hegységben lévő és 4840-68 barlangkataszteri számú, 2002-ben 53 m mély Indikációs-barlang Magyarország 69. legmélyebb barlangja 2002-ben. 2005. szeptember 1-től a környezetvédelmi és vízügyi miniszter 23/2005. (VIII. 31.) KvVM rendelete szerint a Pilis hegységben lévő Indikációs-barlang fokozottan védett barlang.
A 2005-ben megjelent Magyar hegyisport és turista enciklopédia című könyvben lévő Csévi-szirt üregei szócikk szerint a Csévi-szirtek három legjelentősebb barlangja közül az egyik a 630 m hosszú Indikációs-barlang. A kiadványban önálló szócikke is van a barlangnak. Az Indikációs-barlang szócikk szerint a 638 m hosszú és 52 m mély barlang a Pilis hegység második leghosszabb barlangja. A Klastrompuszta felett található Csévi-szirteken, 507 m tszf. magasságban van a bejárata. Karsztvízszint alatti oldódással keletkezett triász mészkőben. 1998-ban tárta fel az Ariadne Karszt- és Barlangkutató Egyesület bontással. Nehezen járható és sáros barlangba vezet rókalyukszerű bejárata. Megtekintéséhez barlangjáró gyakorlat és engedély kell. Az egyesület egyik legjelentősebb eredménye a barlang 630 m hosszú részének feltárása 1998-ban, felmérése és dokumentációjának elkészítése. A 2006. évi MKBT Tájékoztatóban közölve lett, hogy a Pilis hegységben elhelyezkedő Indikációs-barlang fokozottan védett barlang lett.

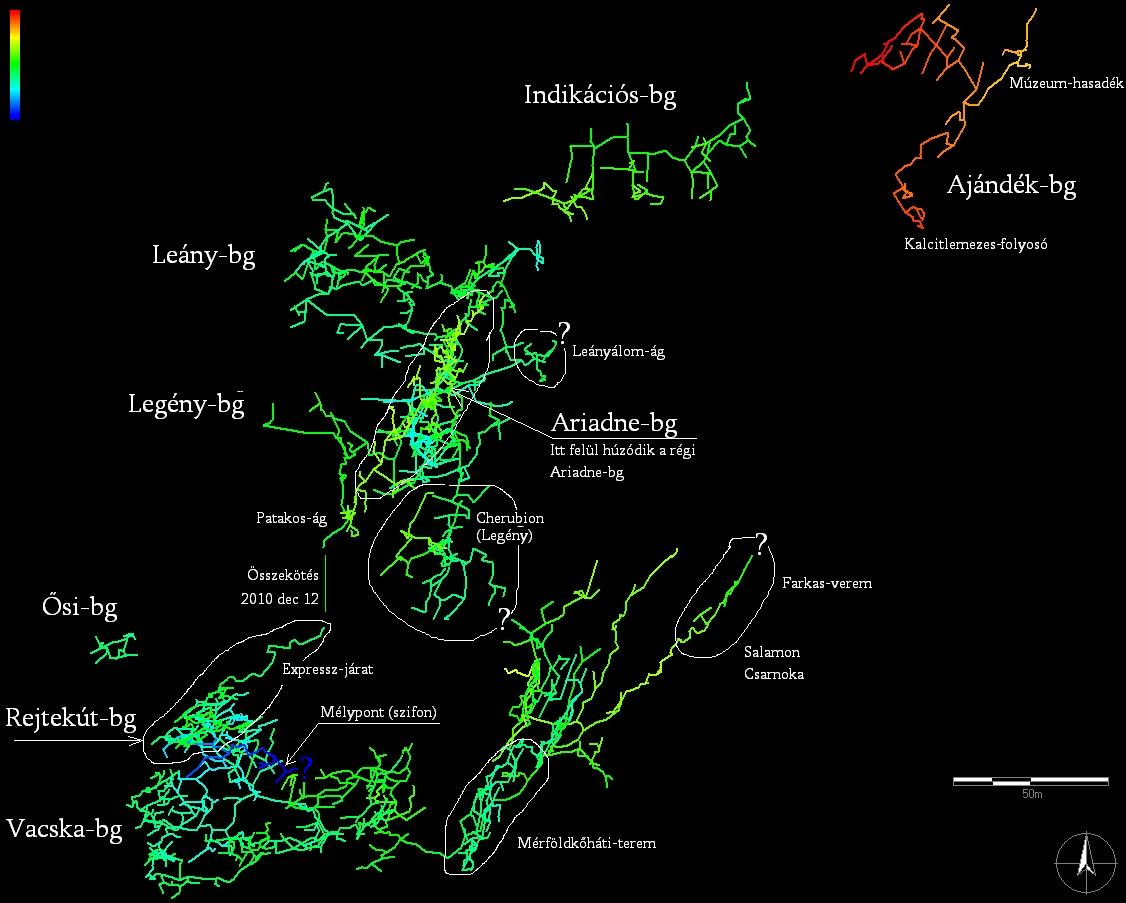
A Csévi-szirtek hosszú barlangjainak poligontérképe

A 2007. évi Karszt és Barlangban közölt tanulmányban szó van arról, hogy a Csévi-szirteken az 1991-től megélénkülő kutatások során új, önálló barlangok is fel lettek fedezve (pl. az Indikációs-barlang). A dachsteini mészkő kibillenésekor a réteglapok mentén litoklázisok keletkeztek, amelyek mentén lehetővé vált a rétegdőlést követő barlang létrejötte. A felszínen mért szerkezeti irányok össze lettek vetve a barlangok poligonmenetein látható fő járatirányokkal. Az összevetés alapján megállapítható lett, hogy a jellegzetes, gyakran megjelenő járatirányok melyik korábbi szerkezeti fázishoz tartozó törések mentén keletkezhettek. Ehhez kapcsolódóan publikálva lett a dolgozatban egy rajz, amelyen a Csévi-szirtek nagy barlangjainak, köztük az Indikációs-barlang térbeli, háromdimenziós elhelyezkedése figyelhető meg. A 4. ábrán (a kiadványban a 4. ábra is 3. ábraként van feltüntetve) az összevetés eredménye van ábrázolva. Ezen az ábrán szintén látható az Indikációs-barlang térbeli fekvése.
Meg van említve, hogy a Csévi-szirtek 47 barlangja 3 csoportba osztható hosszúság alapján. Az Indikációs-barlang ahhoz az 5 barlanghoz tartozik, amelyek hosszuk, képződményeik és járataik mérete alapján kiemelkedő barlangok. Ez az 5 barlang (Ajándék-barlang, Rejtekút-barlang, Leány–Legény-barlangrendszer, Ősi-barlang és Indikációs-barlang) van ábrázolva a 2. ábrán. A rajzon szerepel az Ariadne-barlang is, de ez a barlang a tanulmány írásának befejezésekor már a Leány–Legény-barlangrendszer része volt.
A Csévi-szirtek központi horhosának (Nagy-lejtő) szélén, 501 m tszf. magasságban van az Indikációs-barlang kicsi bejárata. A Leány-barlang bejáratától ÉNy-ra kb. 100 m-re található a bejárata. 1998-ban kezdte bontani az Ariadne Karszt- és Barlangkutató Egyesület. A barlang egy nagyméretű, rétegdőlés menti ferde hasadék, amelynek első 15 métere egy poros és szűk hasadék. Ezt átbontva sikerült felfedezni a barlangot. Sok helyen cseppkövek tagolják a hasadékot. A barlangban sok üstös oldásforma megfigyelhető. A kipreparálódott Megalodontacea kagylómaradványai szépek. A hasadék felett néhány kürtő jött létre, köztük a 30 m magasba felvezető Fortuna-hasadék.

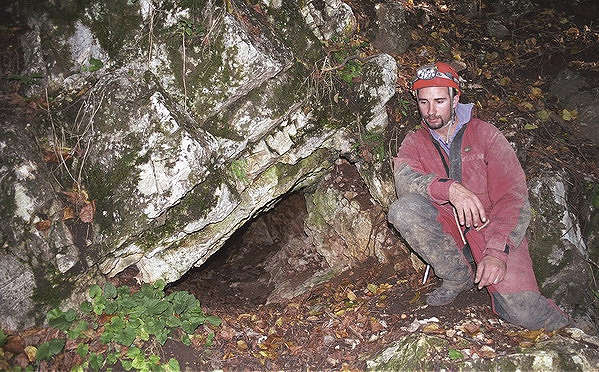
Az Indikációs-barlang bejárata 2005-ben

A barlang 672 m hosszú és 53 m mély. Az Ősi-barlang, az Ajándék-barlang, az Indikációs-barlang, a Leány–Legény-barlangrendszer és a Rejtekút-barlang szűk és nagyon tág járatokból állnak, valamint más-más barlangszinteken nagyon jelentős függőleges kiterjedésűek. A Csévi-szirtek barlangi kalcitlemezszintjeinek egyike az Indikációs-barlang (491, 492, 495 m tszf.) kalcitlemezszintje. A Csévi-szirtek barlangjainak jellegét a törésrendszerek alapvetően meghatározzák. A kőzetrétegek síkjaihoz igazodik az Indikációs-barlang kialakulása. A tanulmányban van egy helyszínrajz, amelyen a Csévi-szirteken elhelyezkedő barlangok bejáratainak földrajzi elhelyezkedése figyelhető meg. A helyszínrajzon jelölve van az Indikációs-barlang bejáratának földrajzi elhelyezkedése. Az 1. képen látható a barlang bejáratának elhelyezkedése a Csévi-szirteken.
A 2008. évi MKBT Tájékoztatóban megjelent hírben meg van említve, hogy az Ariadne Karszt- és Barlangkutató Egyesület a Csévi-szirteken feltárt néhány nagy barlangot, pl. a 672 m hosszú Indikációs-barlangot. A 2010. évi Karszt és Barlangban lévő tanulmány szerint gáznyomjelzéses vizsgálattal ki lett mutatva, hogy a 680 m hosszú Indikációs-barlang összeköttetésben van az Ariadne-barlangrendszerrel. A kutatás egyik fő célja a kapcsolat feltárása. A Magyar Karszt- és Barlangkutató Társulat 2012. évi barlangnapján az egyik, barlangtúrázásra ajánlott barlang volt az Indikációs-barlang, amelyben csak elektromos lámpával lehetett közlekedni. A barlangnapon 11 túrázó járt benne.
2015. november 3-tól a földművelésügyi miniszter 66/2015. (X. 26.) FM rendelete szerint az Indikációs-barlang (Pilis hegység) fokozottan védett barlang. A 2016. évi barlangnapon az egyik népszerű úticél volt a barlang. A 2017. július–augusztusi MKBT Tájékoztatóban publikált közlemény szerint az elmúlt időszakban kb. 300 m új részt sikerült felfedezni a Csévi-szirteken lévő Indikációs-barlangban. Ez az a barlang, amelyet a szervezők nem ajánlottak barlangtúrázásra a barlangnapon, és mégis a második legnépszerűbb túracélpont volt. Azóta tágítva lettek szűkületei. Sikerült a denevérek útvonalát megtalálni ebben a barlangban is, ezért már csak követni kell azt. A barlang 1200 m hosszú lett. A Csévi-szirteken a Pilis hegység három legnagyobb barlangja várja, hogy egymáshoz kössék őket, és lehet, hogy most megadták az átjárók kulcsát a denevérek.